# Палеоген
| Палеоген преди 65.5–23.03 милиона години ПреК К О С Д К П Т Ю К Пг Н |                                              |
| Средно атмосферно съдържание на O2 през периода                      | ca. 26 Vol % (130 % от съвр. ниво)           |
| Средно атмосферно съдържание на CO2 през периода                     | ca. 500 ppm (2 пъти прединдустриалното ниво) |
| Средната температура на повърхността през периода                    | ca. 18 °C (4 °C над съвр. ниво)              |

| Еон                         | Ера Продължителност    | Период                 | Начало в млн. г. |
| --------------------------- | ---------------------- | ---------------------- | ---------------- |
| Фанерозой                   |                        |                        |                  |
| Неозой 65,5 млн. г.         | Кватернер              | 2,588                  |                  |
| Неозой 65,5 млн. г.         | Неоген                 | 23,03                  |                  |
| Неозой 65,5 млн. г.         | Палеоген               | 65,5                   |                  |
| Мезозой 185,5 млн. г.       | Креда                  | 145,5                  |                  |
| Мезозой 185,5 млн. г.       | Юра                    | 199,6                  |                  |
| Мезозой 185,5 млн. г.       | Триас                  | 251                    |                  |
| Палеозой 291 млн. г.        | Перм                   | 299                    |                  |
| Палеозой 291 млн. г.        | Карбон                 | 359,2                  |                  |
| Палеозой 291 млн. г.        | Девон                  | 416                    |                  |
| Палеозой 291 млн. г.        | Силур                  | 443,7                  |                  |
| Палеозой 291 млн. г.        | Ордовик                | 488,3                  |                  |
| Палеозой 291 млн. г.        | Камбрий                | 542                    |                  |
| Протерозой                  |                        |                        |                  |
| Неопротерозой 458 млн. г.   | Едиакарий              | 630                    |                  |
| Неопротерозой 458 млн. г.   | Криоген                | 850                    |                  |
| Неопротерозой 458 млн. г.   | Тоний                  | 1 000                  |                  |
| Мезопротерозой 600 млн. г.  | Стений                 | 1 200                  |                  |
| Мезопротерозой 600 млн. г.  | Ектасий                | 1 400                  |                  |
| Мезопротерозой 600 млн. г.  | Калимий                | 1 600                  |                  |
| Палеопротерозой 900 млн. г. | Статерий               | 1 800                  |                  |
| Палеопротерозой 900 млн. г. | Орозирий               | 2 050                  |                  |
| Палеопротерозой 900 млн. г. | Рясий                  | 2 300                  |                  |
| Палеопротерозой 900 млн. г. | Сидерий                | 2 500                  |                  |
| Архай                       | Неоархай 300 млн. г.   | Неоархай 300 млн. г.   | 2 800            |
| Архай                       | Мезоархай 400 млн. г.  | Мезоархай 400 млн. г.  | 3 200            |
| Архай                       | Палеоархай 400 млн. г. | Палеоархай 400 млн. г. | 3 600            |
| Архай                       | Еоархай                | Еоархай                | 4 000            |
| Хадей                       | Хадей                  | Хадей                  | 4 540            |

Палеогенът е най-старата епоха на неозойската ера, предшествана от кредата и последвана от неогена. Палеогенът започва преди 65,5 ± 0,3 и завършва преди 23,03 ± 0,05 милиона години, с продължителност около 42 милиона години. Названието палеоген е предложено през 1866 г. от германския геолог Карл Фридрих Науман (1797 – 1873). Стратиграфското изучаване на периода започва от района на Париж, където са установени местни „етажи“, определени са техните фации, палеография и характерът на фауната.

## Историческа справка
Палеогеновите наслаги са изучавани и изследвани от множество геолози, като основите се полагат от френските учени Алсид д'Орбини, Андре Дюмон, Албер Лапаран, Р. Абрар, М. Косман; италианските – Р. Фабиани, Ф. Сако; английските – Джоузеф Престуич; швейцарски – Г. М. Боли; американски – У. Кларк, К. В. Уивър, У. Малори; японски – К. Хатаи, М. Йокояма; новозеландски – Г. Финли; руски – Алексей Павлов, Алексей Нечяев, Андрей Архангелски, Николай Соколов, Иван Губкин.

## Периодизация
Палеогеновите наслаги се поделят на 3 основни периода (отдела) – палеоцен, еоцен и олигоцен. По нататъшното подразделяне на отделни етажи има местен характер за отделните страни или групи от страни. Общоприето е палеоцена да де дели на 2 подпериода (подотдела) – долен и горен; еоцена – на 3 подпериода – долен, среден и горен и олигоцена – на 2 подпериода – долен и горен.

## Обща характеристика
По време на палеогена се случват големи тектонски движения на земната кора. В западните части на Северна и Южна Америка продължават да растат планинските съоръжения на Кордилерите и Андите (на север до еоцена, на юг до олигоцена), около които в предпланинските понижения се натрупват мощни вулконогенни и теригенни пластове както с морски, така и с континентален произход. Между Европа и Африка и в южната половина на Азия е съществувала огромна геосинклинална система, която се е простирала от Пиренеите до Бирма (Мианмар). През втората половина на палеогена в различни нейни части протичат процеси на нагъване и планинобразуване, които довеждат до възникването на две вериги планински острови, обграждащи от юг и север Средиземно море. Покрай източната периферия на Африка през палеогена възниква меридионална система от големи грабени – Източноафриканската разломна зона и по ограждащите я разломи започва изливането на базалтова магма. На територията на Далечния изток се развива Тихоокеанския геосинклинален пояс. Освен упоменатите по-горе райони, проявления на вулканизъм се наблюдава в Мала Азия, на Балканския полуостров, в Гренландия, на територията на Япония, Закавказието, Паропамиз, Колимската планинска земя, Камчатка, Приморието.
По време на палеогена на много места в Северното полукълбо се наблюдава трансгресия, която достига своя максимум към края на еоцена. По това време морето е заляло южната половина на Източноевропейската платформа, Туранската и Западносибирската плочи, Закавказието, Средна и Южна Европа, северните части на Африка и др. В началото на олигоцена започват тектонски движения, които довеждат до морска регресия (с изключение на Средна Европа, Карибско море, Мексиканския залив и др.). Олигоцена се характеризира със засилването на континенталността на климата. В геосинклиналните басейни се натрупва флиш, а през олигоцена – и морски моласи. В района на Средиземноморието протича натрупване на характерните за палеогена масивни нумулитови и лепидоциклинови варовици. В платформите се отлагат карбонатни тини, глауконитови и кварцови пясъци, опоки, трепели, спонголити и глини. В олигоценовите водни басейни голямо разпространение получават тъмните глини с конкреции от мергели, доломити и анкерити. По дъната на Атлантическия, Тихия и Индийския океани се натрупват карбонатни и в по-малки количества теригенни тини. От континенталните наслаги най-широко развитие получават въгленосните наслоявания и червеноцветните глини.
По време на палеоген континентите продължават да се носят към настоящите си позиции (континентален дрифт). Индия е в процес на сблъсък с Азия, водещо впоследствие до формиране на Хималаите. Атлантическият океан продължава да се разширява с няколко сантиметра всяка година. Африка се движи на север, за да се срещне с Европа и се формира Средиземно море, а Южна Америка се движи към Северна Америка (за да се свържат по-късно чрез Панамския провлак). Вътрешните морета на Северна Америка се оттеглят в началото на периода. Австралия е отделена от Антарктида и се носи към Югоизточна Азия.

## Органичен свят
Сухоземната фауна през палеогена рязко се отличава от фауната през кредата. Към началото на периода измират големи групи от влечугите (динозаври, летящи гущери и морски гущери – ихтиозаври, плезиозаври). Съществуват вече групи амфибии, характерни и за съвременната епоха. Сред рибите най-голямо значение имат костните. Широко разпространение получават бозайниците, които през палеоцена са били представени от примитивни форми. През еоцена се появяват насекомоядни, гризачи, примати, хищници, копитни, хоботни, китообразни и сирени. В повечето от случаите всички тези родове са били представени от семейства, които по-късно измират.
Растителният свят през палеогена се характеризира с преобладаването на покритосеменните растения, които се явяват типични за периода. Втора по значение група стават голосеменните. По време на целия период флората, която е изследвана не само по листовите отпечатъци и други големи растителни фрагменти, но и по-подробно по запазените спори, значително еволюира. През палеоцена и долния еоцен широко развитие достигат покритосеменните растения, които обаче са несъвместими със съвременните таксони (по-късно всички те измират). От средата на еоцена се появяват представители на съвременните родове растения, максимално развитие на които се наблюдава през олигоцена. Най-голямо значение за разчленяването и корилациите на палеогеновите разрези имат остатъците от морски планктонни организми (пелагически фораминифери, нанопланктон, радиоларии, диатомие и др.), а също и миоспорите.

## Биогеографско райониране
През палеогена се оформят контурите на съвременните зоогеографски провинции. В Австралия от края на кредата се развива своеобразна фауна от двуутробни и еднопроходни. В началото на еоцена се обособява Южна Америка, където се развива фауна от двуутробни, непълнозъби, копитни и дългоноси маймуни. Най-характерната морска фауна през палеогена са големите фораминифери – нумулитите, достигащи до 10 – 12 sm (повечето от френските геолози назовават палегеновия период – нумулитов). Достатъчно широко са били разпространени и малките фораминифери и радиоларии. По-голямо разпространение имат червеите, морските гъби, мидите и коремоногите мекотели, остракодите, морските таралежи, морските лилии, а в топлите морета – брахиоподите и коралите. В зависимост от състава на морската фауна се обособяват Атлантическата и Тихоокеанската зоогеогрефски провинции.
В зависимост от разпространението на миоспорите в Северното полукълбо се обособяват два типа флора – с преобладаване на типа Normapolles (на запад от долината на река Енисей) и флората Aquilapollenites (на изток от Енисей). Много по-голямо значение обаче е имала широчинната зоналност. В Северното полукълбо се обособяват две флористични провинции: северна – Гренландска (Сибир, Далечен изток, територията на САЩ, Гренландия, Шпицберген) – характеризираща се с развитието на листопадни широколистни растения; южна (Западна Европа, Украйна, Кавказ, Казахстан, Южна Азия, територията на Мексико) – с разпространението на тропическа влаголюбива растителност (палми, лаврови, бамбук, папрати), която през олигоцена става ксерофитна. Във връзка с прогресиращото застудяване на климата през олигоцена много по-отчетливо се проявява климатичната широчинна зоналност. Към края на олигоцена в южните части на умерената зона се появява тревиста степна растителност. В моретата голямо развитие получават диатомитовите водорасли и коколитофоридите.

## Полезни изкопаеми
Палеогеновите наслаги са изключително богати на полезни изкопаеми. Залежи от кафяви въглища се натрупват в европейска Русия, Закавказието, Далечния Изток, на териториите на Германия, САЩ и Канада. Залежи на нефт и газ има в Карпатите, Кавказ, Средна Азия, Близкия и Средния Изток, в Елзас, Калифорния, Венецуела и др. Голямо значение имат битуминозните шисти (Карпати, Крим, Кавказ, Средна Азия). С палеогеновите наслоявания са свързани уникалните находища на кехлибар в Прибалтика, а също и в Днепровско-Донецката падина. Фосфорити са открити в Днепровско-Донецката падина, Поволжието, Тургайската падина, Тунис, Алжир, Мароко и др. Находищата на манган са свързани с олигоценските наслаги в Украйна, Закавказието, на полуостров Мангишлак. Седиментни железни руди има в Тургайската падина, Западносибирската равнина, Зайсанската котловина, находища на боксити – в Украйна, Казахстан, САЩ, Индия, на диатомитови глини (Поволжието, Западен Сибир), калиеви соли (Елзас, Испания).